# 俄语正写法

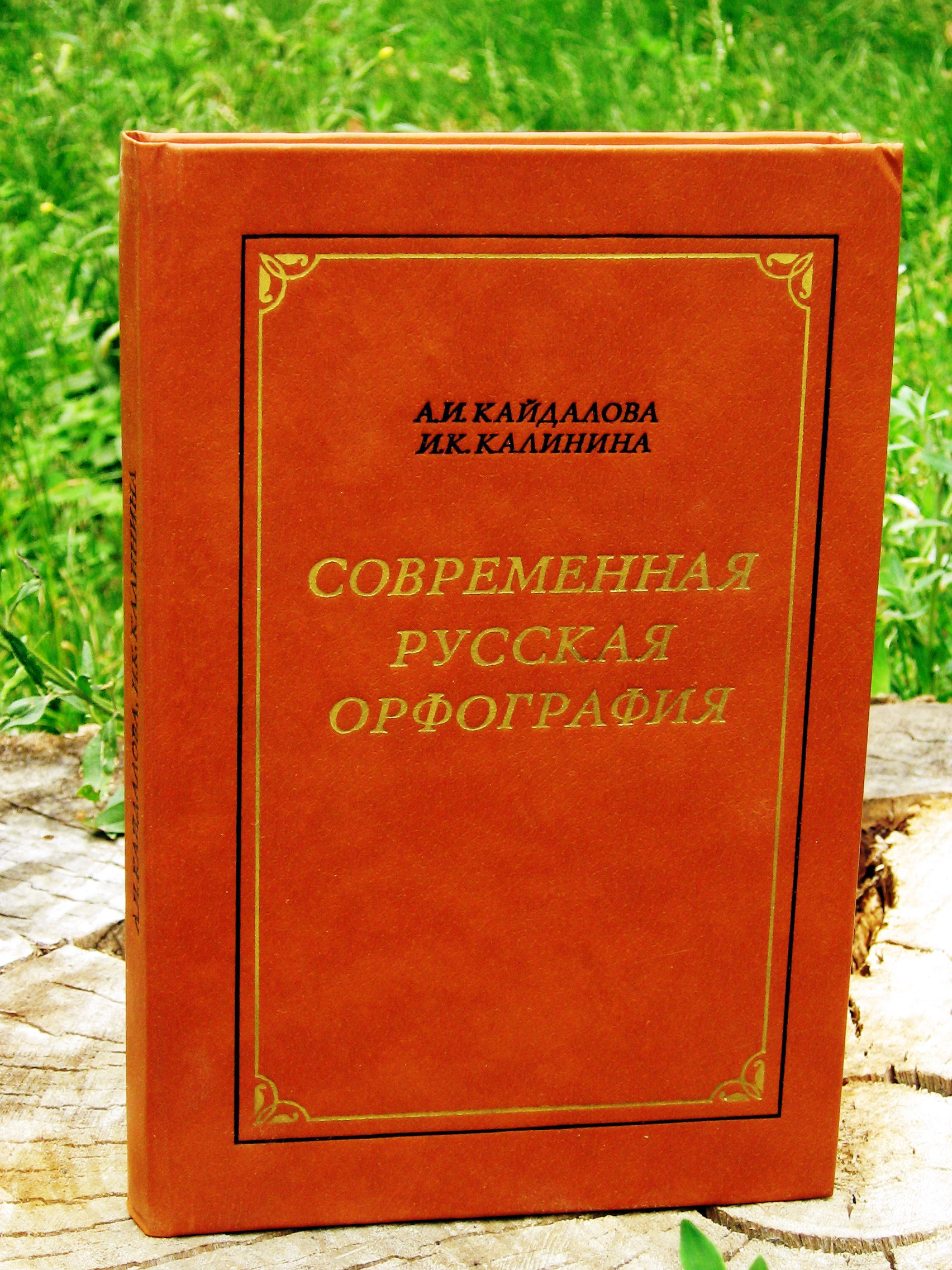
現代俄語正寫法

现代俄语正寫法（俄语：правописание，ˈpravəpʲɪˈsanʲjə）是现代俄语书写的规则，包括了词语的正确拼写（ [ɐrfəˈɡrafʲɪjə]）和标点符号（ [pənktuˈatsɪjə]） 的正确使用两部分。
俄语词语的拼写基本上是形音一致的，但又包含了随着历史延伸而保留的特殊发音规则（比如后缀应读作）。而从语法角度来说，一个词随着其表示语法功能不同，拼写方式也有所不同。
俄语的标点符号主要是从拜占庭希腊语沿袭下来，在17至18世纪又根据德语和法语的标点符号进行过样式和用途的修订。现代俄语的标点符号样式和使用方式是在1956年定下来的。
注意：本条目所标注的所有国际音标符号都是按照该词语的实际发音来标示的，以反映非重音音节的实际发音弱化情况。本条目所有词语音标都是根据标准俄语发音而标示，在一些地区方言中部分字母发音可能有所不同。

## 历史
| а | б | в | г | д | е | ж | ѕ | з | и | і | к | л | м | н | о | п | р | с | т | ѹ | ф |
| х | ѡ | ц | ч | ш | щ | ъ | ꙑ | ь | ѣ | ꙗ | ѥ | ю | ѫ | ѭ | ѧ | ѩ | ѯ | ѱ | ѳ | ѵ | ҁ |

最早的俄语正寫法是由雅科夫·格罗特在1880年代订立的。
到了1918年最近一次大改革前，俄羅斯正字法俄语字母有35個字母。
| А а     | Б б  | В в  | Г г     | Д д   | Е е   | Ж ж    | З з   | И и            | І і            | К к   | Л л   |
| азъ     | бу́ки | вѣ́ди | глаго́ль | добро́ | есть  | живѣ́те | земля́ | и́же            | і              | ка́ко  | лю́ди  |
| а       | бе   | ве   | ге      | де    | е     | же     | зе    | и восьмери́чное | і десятери́чное | ка    | эль   |
| М м     | Н н  | О о  | П п     | Р р   | С с   | Т т    | У у   | Ф ф            | Х х            | Ц ц   | Ч ч   |
| мыслѣ́те | нашъ | онъ  | поко́й   | рцы   | сло́во | тве́рдо | укъ   | фертъ          | хѣръ           | цы    | червь |
| эмъ     | энъ  | о    | пе      | эръ   | эсъ   | те     | у     | эфъ            | ха             | це    | че    |
| Ш ш     | Щ щ  | Ъ ъ  | Ы ы     | Ь ь   | Ѣ ѣ   | Э э    | Ю ю   | Я я            | Ѳ ѳ            | Ѵ ѵ   |       |
| ша      | ща   | еръ  | еры́     | ерь   | ять   | э      | ю     | я              | ѳита́           | и́жица |       |

1918年俄语正写法改革废除了4个字母、和，并且删除了词尾不发音的字母，无数词语的拼写法因此修改。但这一次改革并没有改变格罗特当年定下的正寫法。
到了1956年，现代俄语的拼写法和标点符号使用方法进行过修订（Правила русской орфографии и пунктуации 1956 года），并以成文的使用方式记录在字典裡。

## 拼写
俄语词语使用基于西里尔字母的俄语字母书写。
下面是一个俄语字母表，列出了所有字母的大小写及其字母名称。
|  |  |  |  |  |            |  |            |  |  | (短) |
|  |  |  |  |  |            |  |            |  |  |      |
|  |  |  |  |  | (硬音符号) |  | (软音符号) |  |  |      |

### 语形规则
根据语形规则，语素（词根、前缀、中缀、词尾屈折变化）不需要修改就能连接在一起，产生的合成词可以继续参与词语黏着来形成更多合成词。以下是以合成形容词 [ˈʂa.rʲɪ.kə.pɐtˈʂɨ.pnʲɪ.kə.vɨj]（与球形轴承有关的）为例的长合成词生成过程（表格裡的粗体字表明该词本身就是一个独立的词语）：
| /ˈʂar/                                              | /ik/                        | /o/                | /pod/                       | /ˈʂip/                | /nʲik/                | /ov/       | /ij/                   |
| “球体”                                              | 表示“小”的后缀              | 表示前后连接的中缀 | “在……下面” （前置词或前缀） | “榫头”                | 用于连接后缀的中缀    | 形容词后缀 | 屈折词尾，主格阳性单数 |
| [ˈʂa.rʲɪk] “小球”，“球状物”                         | [ˈʂa.rʲɪk] “小球”，“球状物” |                    | [pɐtˈʂɨ.pnʲɪk] “轴承”       | [pɐtˈʂɨ.pnʲɪk] “轴承” | [pɐtˈʂɨ.pnʲɪk] “轴承” |            |                        |
| [ˈʂa.rʲɪ.kə.pɐtˈʂɨ.pnʲɪk] “球形轴承”                |                             |                    |                             |                       |                       |            |                        |
| [ˈˌʂa.rʲɪ.kə.pɐtˈʂɨ.pnʲɪ.kə.vɨj] “与球形轴承有关的” |                             |                    |                             |                       |                       |            |                        |

从上表可以留意到，即使在最终合成裡的重音位置变了，但每个部分都依然保留其基本形式不变。
因词语合成而形成的字母组合可能会改变读音，但这不一定违背语形规则。以 [ˈɕːa.sʲtʲjɪ]（幸福、高兴）的分解为例：
|                                     |                        |                        |
| /s/                                 | /t͡ɕastʲ/               | / ʲje/                 |
| “与……一起”、“伴随” （前缀或前置词） | “部分”（引申为“命运”） | （表示抽象名词的后缀） |

当字母与放在一起时，发音就会变成。一词在18世纪的文学作品裡有关曾被广泛使用的完全音型一致的写法，但时至今日，这种拼写方式几乎消失了。

### 语音规则
语音规则包括以下内容：
- 每个语素书写时根据语形规则分开，互不干扰，并忽略元音弱化带来的影响（比如前文提及的），但要考虑到词尾的屈折变化。
- 特定的以浊辅音结尾的前缀（在俄语中，实际上只有以/z/为结尾的前缀），发音时会根据接在前缀后的字母而改变读音。这一点反映在正寫法上就是对于这类前缀，前缀后的字母决定前缀的结尾字母。以前缀（前置词）（-）（没有……的）为例：

|  | [bʲɪˈzu.mnɨj]     | “神经错乱的”“疯狂的”（ [um]“智力”、“头脑”） |
|  | [bʲɪsˈsmʲɛ.rtnɨj] | “不朽的”（ [smʲerʲtʲ]“死亡”）               |

- 由于历史遗留问题，部分词根和前缀在特定场合下会改变其中的元音，以适应组成合成词后的读音的弱化或强化。反映到正寫法上，就是一些词根或前缀的（/o/）变成了（[ɐ]或[ə]），或者[ɨ]、[i]互换（音位变化）。

|  | [rost]                | “生长”，名词       |
|  | [rɐˈsʲtʲi]            | “种植”，动词不定式 |
|  | [iˈsto.rʲɪ.jə]        | “历史”             |
|  | [ˈprʲɛ.dɨˈsto.rʲɪ.jə] | “史前时期”         |

- 外来词的拼写通常是音形一致的，但有些外来词曾为了更好匹配发音而修订过写法：

|  | [kɐˈfɛ] | “咖啡厅”（1918年俄语正写法改革之前） |
|  | [kɐˈfɛ] | “咖啡厅”（改革后）                   |

值得注意的是，无论“咖啡厅”一词在改革前后的拼写方式如何，字母都发硬音。

### 词源规则
由于俄语包含大量沿袭自古代的正音法，因此俄语的词源规则相对较弱（相比之下，英语、法语和爱尔兰语的词源规则占了主导地位）。受到和两个字母发音随着历史变迁而逐渐衰减以及一些发音相同的字母被时间淘汰而消失影响，系统地存在的词源规则几乎仅出现在屈折结尾上。这也是俄语并非严格的音型一致的原因之一。例如：
|  | [ˈru.skə.və] 而非 *[ˈru.sko.ɡo]  | “俄罗斯的” （形容词的阳性或中性属格单数）                   |
|  | [ˈхo.t͡ɕɪʂ] 而非 *[хo.t͡ɕeɕː]      | （你）想要 （动词第二人称单数现在未完成体现在时）           |
|  | [ˈsmo.trʲɪʂ] 而非 *[ˈsmo.trʲɪɕː] | you (sg) are looking （动词第二人称单数现在未完成体现在时） |

### 语法规则
现代俄语比过去更注重语法规则。语法规则详细地指明了如何使用各种用于不同场合的标记不同语法形式的正寫法惯用式（比如词语的性、前置词、形容词等）。其中一些语法规则是从古代沿用下来的，可以视作词源规则的一部分；一些来源于发音上细微但并不是必然通用的差异；有些规则几乎是随便定下来却一直通行的。以下是典型例子：
- 如果词语结尾处的唏音字母 /ʐ/、 /ʂ/、 /ɕː/、 /t͡ɕ/后带有一个软音记号，通常该词语为阴性，否则为阳性（没有以结尾的中性词语）[b]：

|  | [dot͡ɕ]  | 女儿（阴性）         | -                                     |
|  | [son]   | 睡觉（阳性）         | 改革前拼法：                          |
|  | [ɡrat͡ɕ] | 秃鼻乌鸦（Corvus frugilegus）（阳性） | 曾经用过的拼写法：，罗蒙诺索夫 (1755) |

- 动词完成体的被动形动词形式在屈折结尾前个（ /nn/），而同一个动词的形容词变体只需要一个（ /n/）[c]：

|  | [vɐˈrʲitʲ]       | “煮”（动词未完成体不定式）                       |
|  | [vɐˈrʲo.nɨj]     | “煮熟的”（以中缀强调“已完成”的状态）             |
|  | [pɐˈva.rʲɪn.nɨj] | “正在煮的”（源于的完成体，强调动作已开始；又作） |

- 前置词短语按照字面意思使用时应该把前置词与后面的名词分开；作副词时，尤其是作副词时意思与字面意思有变化时，通常会把前置词和名词连起来作一个词书写[d]：

|  | [vɐ ˈvrʲe.mʲə] | “在……期间”       |
|  | [ˈvovrʲɪmʲə]   | （他）“及时到达” |

## 标点符号

### 基本符号
句号（.）、冒号（:）、分号（;）、逗号（,）、问号（?）、感叹号（!）、空格和省略号（...）都是俄语最常用的标点符号（俄语： [prʲəpʲɪˈnanʲə]），无论外形、含义以及用法与欧洲其他语言的都相同。
冒号用于表示介绍某种事物，但使用时不会像古英语一样在冒号前后有短时间（长度介乎分号与句号之间）的停顿。

### 逗号
逗号可以不受限制地用于句子的引导部分、同位语和从句的先行词后。与英语不同，俄语的所有从句与主句都用逗号分开，因此没有像英语一样有用逗号区分的限制性与非限制性定语从句的概念。
|  | 这么一来，沙皇制度就灭亡了！                       |
|  | 您昨天打倒的那个男人已经死了。                     |
|  | 这个经常见诸报端的奇怪现象，还没有得到科学的解释。 |

### 连字符
连字符（短： 长：）用于加强分开的部分的层级感。通常用短的连字符（-）把两个或多个词语连成一个，长的连字符（—）把两个或多个词语连成一个句子。 长连字符（—）经常会取代联系动词，把中心词与比较长的同位语或限制性定语连接在一起，这一点与汉语的连接号有点相似。
|  | 我们的电话号码：242-0142。 或者 我们的电话号码是242-0142。                                               |
|  | 如果没有一支强壮的队伍——像当年由基赫诺夫选拔训练的那支一样——俄罗斯队不能在2002年奥运会上夺得该项目金牌。 |

在短句中，用名词直接表示另一个名词的状态时，通常也使用长连字符。代词可以用长连字符，也可以不用。这个连字符通常不发音（取而代之是短时间的停顿），不过一些诗人为了让诗歌更富韵律感会让其发某个词的音（比如读作等）。
|  | 我的哥哥是工程师，他的老板是个坏蛋。 |
|  | 这座建筑物是建筑学的里程碑。         |
|  | 我是学生，他是司机。                 |

### 直接引语
俄语的直接引语不使用引号，而是用两个长连字符（比如—xxx—）括住要引用的内容：
|  | “我崇拜你！”熊对狐狸说。 |

### 引用
引号用于文章的内文直接引语和其他引用内容。俄语可以使用4种括号：法式括号（尖括号 «»）、德式括号（反双括号 „“ 又 ）和单双两种英式括号（“ ”‘ ’ ）。其中最常用的是法式括号和德式括号。
| 法式括号 («»).   | «»   |
| 德式括号 ( 又 ). | „ 又 |
| 英式双括号 ( ).  |      |
| 英式单括号 ().   |      |

通常，引用时先用法式括号，如果括号内需要再引用，就需要用德式括号，德式括号内再引用又继续使用法式括号，如此类推。但是，引用段只使用法式括号也是可以的。
|  | 欧列格说：“这个地方是‘莫斯科宾馆’”。但他是错的。 |
|  | 我更正道：“这是宇宙宾馆。”                       |

与中文、美式英文不同，表示引用结束的句号、逗号、分号都放在引用段落的最后一个引号后。正如上面例子所示，引号还用来标明需要着重论述的对象或具有特殊含义（如反话）的词语。另外，俄语中的引号兼作书名号。

### 插入语
括号（()）用于说明某段文字为插入语。然而，俄语的括号只能用于括住旁白，而不能像英语一样说明某段文字为同位语。

## 争议

### 拼写法
跟很多语言一样，早期的俄语拼写法偏重于记录单词发音，造成了一些词语出现了多种同音或谐音的拼写法的现象。后来，一代又一代语法学家，如斯默特里斯基（1620年代）、罗蒙诺索夫（1750年代）、格罗特（1880年代），为了俄语拼写法更科学、更规则化而做了不少努力。经过他们的改良，今天的俄语拼写法比过去更注重语形规则和词源规则。
到了现代，俄语拼写法在语形规则和语音规则上取得了平衡。基于传统习惯，词语的屈折变化一直保留至今，尽管这些屈折变化后缀导致了语形不一致。这就导致了长期的关于俄语改革的争论，而争论的其中一个关键点就在于屈折后缀的语形不一致现象是否应该修正。另一个备受争议的关键点在于前置词与名词的连写与分离问题。这些问题从19世纪就争论至今。
另外，一直以来，唏音字母（ [ʐ]、 [ʂ]、 [ɕɕ]、 [ts]、 [tɕ]）后是否可以使用软元音这个问题依然没有一个准确答案。但在事实上，这个问题已经通过各种变位规则来回避了。比如在很多词语裡，唏音字母后面可以用软元音，比如（妻子）（阅读，动词不定式），但该软元音要读成硬元音（读作，读作）；然而在动词第二变位法裡，词尾前如果是唏音，则根据拼写规则，单数第一人称词尾用；复数第三人称词尾用，而非。

### 引用
1. ↑  Россійская грамматика, сочиненная Императорскою Россійскою Академіею. Изданіе третье. — Въ Санктпетербургѣ: Печатано въ типографіи Императорской Россійской Академіи, 1819. — С. 2.
2. ↑  Практическая русская грамматика, изданная Николаемъ Гречемъ. Второе изданіе, исправленное. — Санктпетербургъ: въ типографіи издателя, 1834. — С. 3.
3. ↑  Русское правописаніе （页面存档备份，存于）. Руководство, составленное по порученію Второго отдѣленія Императорской академіи наукъ академикомъ Я. К. Гротомъ. Одиннадцатое изданіе. — Санктпетербургъ: Типографія императорской академіи наукъ, 1894. — С. 2.
4. ↑  . Словари и энциклопедии на Академике.   [2025-01-01]. （原始内容存档于2024-12-11） （俄语）.
5. ↑  . Словари и энциклопедии на Академике.   [2025-01-01]. （原始内容存档于2023-07-17） （俄语）.

### 书籍
- 《走遍俄罗斯 第一册》（Дорога в Россию）（俄语教程），外语教学与研究出版社，2007年8月第一版，编著：［俄］；编译：周海燕。
- 《外研社·现代俄汉词典》，外语教学与研究出版社，1998年10月第一版
- 《俄语词典》（Словарь Русского Языка，《奥哲果夫字典》）（两卷），国立外国与民族词典出版社（Государственное Издательство Иностранных и Национальных Словарей，前苏联），1953年第三版。
- 《俄语详解词典》（Толковый Словарь Русского Языка，《乌沙科夫辞典》）（两卷，残损本），国立苏维埃百科全书学院（Государственный Институт "Советская Энциклопедия"，前苏联），1935年版。
- 《语言帝国——世界语言史》第十一章“搭着帝国的列车，欧语向海外进军”第四节“第三罗马帝国和俄国各地区”，389~412页。作者：［英］尼古拉斯·奥斯特勒；翻译：章璐、梵非、蒋哲杰、王草倩；校译：章璐、梵非。上海人民出版社，2009年4月第一版。